# 레카이
레카이(프랑스어: Les Cayes 또는 Aux Cayes, 아이티어: Okay)는 아이티의 도시이다.인구는 59,319명(2005년)이다.면적은 219,11km2이다.